# Olga Fastrová
Olga Fastrová, rozená Cikhartová (17. ledna 1876, Praha – 8. srpna 1965, Praha), byla první česká profesionální novinářka, dále učitelka, překladatelka, spisovatelka a v letech 1907–1936 stálá redaktorka listu Národní politika.

## Život
Narodila se a vyrůstala s mladším bratrem Oskarem v Praze, v rodině poštovního oficiála Františka Cikharta a jeho manželky Marie, rozené Bártové.
V letech 1886–1892 rodina bydlela v Táboře, kde Olga chodila do dívčí školy a do místního hudebního ústavu A. Čejky. Mimo to také navštěvovala rodinu dr. Karla Nedbala jako žačka jeho dcer Elišky a Luisy – učitelek hry na klavír; znala se také s o dva roky starším Oskarem Nedbalem. Zajímala se o divadlo a sport, zejména o plavání a bruslení. Letní prázdniny trávila u své pratety ve mlýně Veselých.
Po otcově předčasné smrti († 1892) a po dokončení měšťanské školy se Olga s matkou a bratrem Oskarem odstěhovali zpět do Prahy. Důvodem bylo Olžino plánované studium na učitelském ústavu, v té době jediné škole, kde mohly dívky získat úplné vzdělání zakončené maturitou (kromě pražského dívčího gymnázia Minerva). Pražský Státní ústav pro vzdělávání učitelek absolvovala v letech 1892–1896 a s maturitou získala vysvědčení způsobilosti k vyučování na obecných školách v jazyce českém. Ve školním roce 1896–1897 nastoupila jako literární učitelka na obecné škole v Rokycanech, po půl roce (aby byla blíže své matce) přestoupila jako prozatímní podučitelka do obecné školy v Modřanech u Prahy. Zde v létě 1898 ukončila školní rok a v říjnu 1898 se provdala za spisovatele a dramatika Ottu Fastera a učitelské místo musela podle tehdejších zákonů kvůli sňatku opustit, protože učitelky nesměly být vdané. V manželství se jí narodily tři dcery – v roce 1899 Jarmila, v roce 1901 Olga a roku 1903 Ludmila.

### Překladatelka
Se znalostmi němčiny a francouzštiny a obdivem k francouzské beletrii začala již roku 1898 překládat knižně, ale pod mužskými pseudonymy. Francouzské romány pro ženy jí byly inspirací a formovaly její literární vkus (např. Alexandre Bissone). V únoru roku 1907 tragicky zemřela její 57letá matka Marie Cikhartová, která se utopila ve Vltavě. O čtyři měsíce později, v nedožitých 35 letech na tuberkulózu zemřel také její manžel Otto Faster. Jako vdova zůstala na péči o rodinu sama. Intenzívně překládala čtenářsky oblíbené mainstreamové knihy a vydávala je velkými náklady v prosperujících nakladatelstvích. Dále redigovala ženský časopis, a tak se jí podařilo udržet životní komfort včetně dobrého bydlení na Vinohradech, v domě čp. 1545 v Moravské ulici 25. V letech 1910–1936 našla bezpečné finanční zajištění jako stálá redaktorka Národní politiky, největšího deníku té doby. Kromě psaní byla činná i pedagogicky; např. v letech 1919–1921 vyučovala společenské chování v Městských ženských kurzech na Vinohradech a pořádala přednášky pro ženy.

## Redaktorka a novinářka
Ihned po sňatku začala kromě překladů pomáhat manželovi v časopisu Thalia, který Faster financoval. Obstarávala administraci, psala adresy, pořizovala zápisy. Kritizovala Thalii, že je „příliš passivní“, tedy prodělečná, a proto 1. února 1899 vyšlo poslední číslo. Otto Faster vyjednal vydávání nového divadelního časopisu – čtrnáctideníku Divadelní listy. První číslo vyšlo 5. prosince 1899, Olga již v březnu 1900 vydala svůj první tištěný článek, kritiku nového dramatu Jaroslava Hilberta Psanci, v níž se shodla s recenzí Jiřího Karáska. Divadelní listy vycházely do roku 1904, a v létě téhož roku nabídla spisovatelka Vlasta Pittnerová Fastrové redigování nového čtrnáctideníku pro ženy Vesna. Návrh přijala jako příležitost uplatnit zkušenosti z Divadelních listů. Vydavateli časopisu Karlu Vačlenovi mladšímu navrhla podtitul Vesny: „čtrnáctidenník ku zábavě a poučení českých žen“ a vydržela v redakci pět let do roku 1909. Vesna kromě původní i přeložené poezie a prózy otiskovala zprávy o ženském hnutí, referáty o ženských tématech, galerii žen zajímavých osudů, portréty úspěšných žen ze zahraničí. Vesna upozorňovala na novinky z literatury, divadla, hudby a výtvarného umění.
Překlady z francouzštiny a němčiny tvořily v letech 1906–1910 převážnou část rodinných příjmů. Zároveň začala publikovat vlastní články; první otiskl deník Národní politika 7. 8. 1906 (příspěvek o osudu císařovny Eugenie, manželky posledního francouzského císaře Napoleona III.), další článek otiskl Národní obzor 15. prosince 1906 v rubrice Ženský svět (fejeton „Co jest emancipace žen“) a její první módní referát vyšel pod titulkem „Modní přehled“ 3. března 1907.

### Kariéra novinářky
Kariéru začala jako první módní referentka Národní politiky, proslavily ji především módní sloupky, psané pod pseudonymem Yvonna. Nespokojila se popisem nejnovějších módních trendů s praktickými radami, chtěla české dámy také vzdělávat. Ve společnosti začátku 20. století bylo zvykem oddělení mužských a ženských sfér vlivu a tak mezi novináři vzbuzovalo nevoli především zařazení ryze ženské rubriky do seriózních deníků. Kriticky posměšné články na Yvonninu adresu vyvolávaly i její některé kritické sloupky (např. dva z léta 1910, týkajících se mužských zlozvyků v oblékání). Přestože byla častěji terčem takové nepříjemné pozornosti (často také z ironického pera Jaroslava Haška, její popularita stoupala a Olga Fastrová se těšila i všeobecné popularitě, zejména v Praze.
Po tříleté pravidelné spolupráci s Národní politikou (NP) ji list v roce 1910 jako módní referentku zaměstnal na plný úvazek a tím se podle dostupných údajů Olga Fastrová ve svých 34 letech stala první ženou v Čechách zaměstnanou v redakci deníku na plný úvazek. Od dubna 1910 se „Ženská hlídka“ v nedělním vydání NP stala skutečnou pravidelnou přílohou. Pokrokovější i určitým způsobem rezervovaný přístup k ženské otázce byl u Olgy Fastrové patrný celá léta psaní do Ženské hlídky; souhlasila s ženským hnutím zejména v oblastech, s nimiž měla zkušenost a k problematice většinou přistupovala se „zdravým selským rozumem“. Vyzkoušela si také roli válečné reportérky z balkánských válek. V redakci NP pracovala plných sedmadvacet let, zároveň se věnovala i redigování jiných ženských časopisů – např.: beletristické přílohy časopisu Nová pařížská móda (1908–1918), v roce 1919 časopisu Móda a vkus, prvního moderního českého módního časopisu a také České domácnosti (do 1923) a přispívala do časopisů Zlatá Praha a Světozor.

### Fejetonistka
K náplni psaní patřily i fejetony, které podepisovala vlastním jménem. Zabývala se v nich nejen aktuálním děním, událostmi doma i v zahraničí, kulturními novinkami nebo výročími významných žen, ale často čerpala ze svého cestování. Ve fejetonech se zmiňuje například o pobytu v Belgii, o módě v Paříži, o návštěvě Istanbulu, Bělehradu, Benátek a Terstu. Typická pro všechny cestopisné fejetony Olgy Fastrové je emotivnost, popis prostředí a také neopomněla zmínit, zda a kolik Čechů kde žije a jakými jazyky krajané hovoří.
Období I. světové války značně ovlivnilo i její texty, především fejetony. Byl v nich silně osobní tón, kterému se dosud spíše vyhýbala. Čtyři roky trvalo, než se mohla veřejně v tisku zmínit o osobní zkušeností s perzekucí v roce 1915. Byla zatčena a odvedena do vězení trestního soudu na Karlově náměstí. Horlivý setník – auditor vojenského soudu ji udal, že 3. května 1915 v Praze v restauraci Obecního domu – při hraní rakouské hymny prý dostatečně rychle nevstala a také potom opustila restauraci dřív, než hudba dohrála Radeckého marš a tím prý vnesla rušivý tón do atmosféry. Třetí den její vazby bylo řízení zastaveno a vdova, matka tří dětí, Olga Fastrová byla propuštěna na svobodu.

### Po roce 1918
Znovu začala psát pro ženy, nejen módní sloupky, ale fejetony pro titulní stranu Národní politiky a např. v prosinci 1918 věnovala svůj článek úspěchu ženského hnutí: vstupu žen na všechny čsl. vysoké školy (za monarchie ženy studovaly na UK filozofii, medicínu a farmacii) a do politiky – Revolučního národního shromáždění. Výrazně se vymykal tematické skladbě ostatních textů Fastrové jeden z jejích fejetonů – kritika komunistických myšlenek, popsaných až do absurdní roviny pohledu na komunismus.

## Z průkopnice uznávaná novinářka
Ve dvacátých letech 20. století se již těšila společenskému uznání a svou práci pro Národní politiku doplňovala dalšími aktivitami. Ve třicátých letech začala psát o negativních dopadech hospodářské krize na život českých žen, například propouštění vdaných žen z úřadů. Její jméno zaznělo i v českém parlamentu. Diskutující se dovolával článku Olgy Fastrové, který nedávno napsala v "Národní politice" v rubrice "Kapitoly pro ženy" v souvislosti s finanční situací a hospodaření v zemi.

### Spisovatelka
Její první větší beletristická práce s titulem Román naivky vycházela v roce 1903 na pokračování v Divadelních listech s v roce 1906 samostatně. V roce 1907 dokončila svůj první román Fata Morgana, situovaný do malého jihočeského města (patrně Tábora Olžina dětství), postavy mají autobiografické rysy (např. doktor Binder, otec dvou z pětice hrdinek, připomíná dr. Karla Nedbala a mladý houslový virtuos Otto Binder zase skladatele Oskara Nedbala). Pozdější romány líčí Táborsko většinou jako protiklad k velkoměstské Praze. Za její první román lze eventuálně považovat roku 1905 vydaný románový přepis divadelní hry V pavučinách od jejího manžela. Proto je v soupisech uváděn jako autor Otto Faster. Do díla svého manžela zasáhla ještě roku 1925, kdy přepsala jeho román Švadlenky. Okolo roku 1922 se po kritikách svých románů od F. V. Krejčího, Arne Nováka a dalších recenzentů vzdala kariéry velké spisovatelky. Později vydala již jen tři knihy a dvě faktografické vzpomínkové publikace. Druhého vydání se dočkaly pouze tři romány. Michaela Nondková (mn) a Stanislava Mazáčová (sm) v Lexikonu české literatury z roku 1985 podrobně zdokumentovaly její tvorbu, manželství s Ottou Fastrem, publicistiku i prvenství ženy – stálé redaktorky. Jako spisovatelka ženských románů a feministka je uvedena v Přehledných dějinách literatury české Arneho Nováka a v novější literatuře o feminismu.

## Bilance
Když roku 1936 Olga Fastrová slavila šedesátiny, opustila stálé zaměstnání v redakci Národní politiky. Blahopřejné nebo biografické příspěvky se objevily ve třech desítkách novin a časopisů. Jako novinářka se dočkala uznání veřejnosti i kolegů, kteří svými články k jubileu upozornili, že je první českou profesionální žurnalistkou s počátky v ženských časopisech a víkendových přílohách novin. Její kulturní, sociální a politické názory naopak provokovaly levicový tisk, pro který se stala symbolem buržoazní kultury sentimentálních románů. V prosinci 1936 odešla z redakce Národní politiky do důchodu.
Fastrové byla dopřána čtyři desetiletí dlouhá novinářská kariéra, nebyla intelektuální špičkou, pronikající k příčinám a do hloubky problémů, vynikala spíše pílí a množstvím publikovaných článků dobrých nápadů a řemeslné úrovně, s "buržoazním" náhledem ženských problémů, strukturovanými do samostatných rubrik. Po roce 1945 Fastrová již téměř nepsala ani noviny, i když byla v roce 1947 přijata do Českého svazu novinářů a vedena v seznamu řádných členů se všemi výhodami. Členkou Syndikátu československých novinářů byla od jeho založení v roce 1926.
První česká profesionální novinářka zemřela po kratší nemoci ve věku devětaosmdesáti let 8. srpna 1965.

## Pseudonymy
Ráda užívala pseudonymy: Josef Novák, František Šimák (překlady dramat), Yvonna (články v Národní politice, Světozoru aj.), O. F. (Národní politika), Yvonna Fastrová (časopisy)

## Dílo
| - Román naivky – 1903 (na pokračování) - V pavučinách – 1905 (přepis divadelní hry) - Fata Morgana – 1908 (román) - Pro dobré jméno – 1910 (román) - Kalendář nových pařížských mód Listu paní a dívek českých 1911 (slovesná část) - Jiřinčiny trampoty a jiné povídky – (?) - Márinka Zemanová – 1913 (román) - Pozdě – 1913 (román) - Tři mládenci – 1916 (sbírka povídek) - Zlatá rybka – 1916 (sbírka povídek) - Zdenino štěstí – 1918 (román), 2. vyd. 1923 - Gospar Niko a jiné povídky – 1920 (sbírka povídek) - Útulný domov – 1922 (příručka o zařízení bytu) - Co se sluší a nesluší – 1921 (příručka o společenském chování) - Zlatý kroužek – 1922 (román) - Okovy – 1923 (román) napsaný již 1918 na pokračování a otištěn v časopise - Poručík Buchar – 1927 (sbírka povídek) | - Překlady (opakovaná vydání mají někdy odlišný název) - A. Scholl: muž milencem své ženy (1901, pseudonym Josef Novák) - Charlotte Birch-Pfeiffer: Diblík, šotek z hor (1901, b. d., pseudonym Josef Novák) - Maurice Leblanc: Arsene Lupin proti Sherlocku Holmesovi, J. R. Vilímek, Praha 1908 - Maurice Leblanc: Arsene Lupin, lupič-gentleman. Josef R. Vilímek, Praha 1908 - Abel Hermant: Kariéra – román ze života dvorního a vyslaneckého. Alois Hynek, po 1920 - Guillaume Apollinaire: Sedící žena (La femme assise) Praha, Agentura Tip Š 1991 - André Maurois: Život Benjamina Disraeliho (La Vie de Disraëli); Topičova edice, Praha 1947; Praha, Prostor 1997 - Adolf L'Arronge: Dcery pana Zajíčka (Hra pro lid), 1901 - Edmont About: Vrah (komedie) - Georges Courteline: Boabouroche (Komedie) - Herman S. Mosenthal: Debora (Lidová hra) - Henry Murger: Notářova přísaha (Komedie) - Georges Ohnet: Hraběnka Sara (Hra) - Victorien Sardou a Emile de Najaci: Cypriencu (Komedie) - Alexandre Bisson: Kontrolor spacích vagónů (Fraška) - Alexandre Bisson: Nebožtik Toapinel (Komedie) - Alexandre Bisson: Zázraky magnetismu (Fraška) - Fabrice Cardo a Bisson Alexandre: Pan ředitel (Komedie) - Adolphe Lecierq a Bisson Alexandre: Žárlivá (Komedie), 1898, 1902 |